# Samoa Aviation
Samoa Aviation, im Markenauftritt Samoa Air, war eine Regionalfluggesellschaft mit Sitz in Pago Pago (Amerikanisch-Samoa). Das Unternehmen hat seinen Betrieb im Jahr 2003 eingestellt.

## Geschichte
Die in Guam ansässige Maui Airlines richtete im Juli 1986 eine Zweigniederlassung in Pago Pago ein und verlegte einige De Havilland DHC-6 Twin Otter nach Amerikanisch-Samoa, die sie dort im Markenauftritt Samoa Air als Lufttaxis betrieb. Zum Jahresbeginn 1988 trennten die Eigentümer der Maui Airlines diese Firmensparte vom übrigen Unternehmen ab und wandelten sie zur Fluggesellschaft Samoa Aviation um, mit deren Leitung James A. Porter beauftragt wurde. Samoa Aviation verwendete im Anschluss weiterhin den Markenauftritt Samoa Air. Im Oktober 1988 erwarb sie die restlichen Vermögenswerte der insolventen South Pacific Island Airways und konnte danach deren Hangar auf dem Pago Pago International Airport nutzen. Anfang 1995 bestand die Flotte des Unternehmens aus einer Beechcraft King Air A100, einer DHC-6-200 und einer DHC-6-300.
Im Frühjahr 2001 bediente Samoa Aviation von Pago Pago ausgehende Strecken nach Ofu und Taʻū in Amerikanisch-Samoa. Gleichzeitig flog sie international Apia-Fagali'i und Maota in Samoa sowie Vavaʻu in Tonga an. Daneben war die Wiederaufnahme von Linienflügen nach Alofi in Niue geplant, die das Unternehmen in den frühen 1990er Jahren eingestellt hatte. James A. Porter, der im Jahr 1986 die Firmensparte der Maui Airlines aufgebaut hatte, verließ das Unternehmen im November 2001 und trat dessen Leitung an André Levigne ab. Zu dieser Zeit waren eine Beechcraft King Air A100 und drei De Havilland DHC-6 auf Samoa Aviation registriert, von denen zwei geleast waren. Im Verlauf des Jahres 2003 verschlechterte sich die finanzielle Situation der Gesellschaft erheblich, so dass sie die beiden gemieteten Maschinen zurückgeben musste. Samoa Aviation stellte den Betrieb im August 2003 ein, weil die eigene Twin Otter aufgrund einer Reparatur für mehrere Wochen ausfiel und die Mittel fehlten, ein Ersatzflugzeug zu mieten. Die Gesellschaft meldete im Dezember 2003 Insolvenz an.

## Flotte
- Beechcraft King Air A100 (betrieben von 1995 bis 2003)
- De Havilland DHC-6-100, DHC-6-200 und DHC-6-300 (betrieben von 1988 bis 2003)

## Zwischenfälle
- Am 17. Juni 1988 führten die Piloten einer De Havilland DHC-6-100 (Kennzeichen: N202RH) den Endanflug auf Taʻū (Amerikanisch-Samoa) zu steil durch. Die Maschine schlug vor der Landebahn auf. Alle 16 Insassen überlebten den Zwischenfall. Das Flugzeug wurde als Totalverlust abgeschrieben.[13]